# Gerard Wallis de Vries
Gerard Christiaan Wallis de Vries (Medan, 24 oktober 1936 – Den Haag, 8 februari 2018) was een Nederlands politicus namens de Volkspartij voor Vrijheid en Democratie (VVD) en een bestuurder.

## Leven en werk
Na het behalen van het gymnasiumdiploma studeerde Wallis de Vries rechten aan de Nederlandsche Economische Hoogeschool in Rotterdam, een studie die hij niet verder voortzette na het kandidaatsexamen. Daarna volgde hij een bestuursopleiding. Vervolgens trad hij in dienst bij de PTT, waar hij tot 1974 als hoofdambtenaar werkzaam was.
Tijdens zijn studie werd Wallis de Vries lid van de JOVD, van welke organisatie hij ook bestuurslid was. In 1970 werd hij gekozen in de gemeenteraad van Den Haag. Van 5 september 1974 tot 4 januari 1978 was hij in Den Haag wethouder van openbare werken, verkeer en vervoer, monumentenzorg en binnenstadszaken. Van 4 januari 1978 tot 11 september 1981 fungeerde Wallis de Vries als staatssecretaris van Cultuur, Recreatie en Maatschappelijk Werk in het kabinet-Van Agt I. Samen met minister Pieter Beelaerts van Blokland nam hij in 1981 met het Structuurschema Natuur- en Landschapsbehoud het initiatief om het aantal nationale parken in Nederland uit te breiden met achttien natuurgebieden. Onder andere De Biesbosch en de duinen van Texel werden later toegevoegd.
Van 1982 tot 1997 was Wallis de Vries voorzitter van de omroeporganisatie AVRO. Daarnaast vervulde Wallis de Vries diverse nevenfuncties.

## Privé
Wallis de Vries was getrouwd en had twee kinderen. Hij werd in 1981 benoemd tot Ridder in de Orde van de Nederlandse Leeuw.
Via moederskant was Wallis de Vries een kleinzoon van ambtenaar en bestuurder Johannes Bijleveld (1885-1943). De cabaratière/presentatrice Sanne Wallis de Vries is een nicht van hem.
- Nederlandse Thesaurus van Auteursnamen: 067685285
- Parlement.com: vg09llgcu5zv
- Système universitaire de documentation: 244834660
- Virtual International Authority File: 283848061
- WorldCat: E39PBJjHdpQtmRYcmyptxq9kXd